# Andy Gill
Pour les articles homonymes, voir Gill.
Andrew James Dalrymple Gill, dit Andy Gill, né le 1er janvier 1956 à Manchester (Lancashire) et mort le 1er février 2020, est un guitariste, auteur-compositeur, producteur de disques britannique.
Il est un membre fondateur et guitariste du groupe Gang of Four.

## Biographie
Andy Gill est le guitariste principal du groupe de rock britannique Gang of Four, qu'il a cofondé en 1976. Gill est connu pour son style de guitare dentelé sur des albums tels que Entertainment! (1979) et Solid Gold (1981) et a publié des singles tels que At Home It 's a Tourist, Damaged Goods, Anthrax, What We All Want et I Love a Man in a Uniform.
En plus de son travail avec Gang of Four, Gill est également producteur de disques et a produit ou coproduit tous les albums du groupe. Il a également produit des albums pour des artistes tels que les Red Hot Chili Peppers, Jesus Lizard, les Stranglers ou Killing Joke.

## Discographie
- 1979 : Entertainment!
- 1981 : Solid Gold
- 1982 : Songs of the Free
- 1983 : Hard
- 1984 : At the Palace
- 1990 : Mall
- 1995 : Shrinkwrapped
- 2005 : Return the Gift
- 2011 : Content
- 2015 : What Happens Next
- 2019 : Happy Now